# Smakelijke melkzwam
De smakelijke melkzwam (Lactarius deliciosus, synoniemen: Agaricus deliciosus, Galorrheus deliciosus en Lactifluus deliciosus) is een vrij algemeen voorkomende paddenstoel uit de russulafamilie (Russulaceae).
Verwante soorten zijn de peenrode melkzwam (Lactarius deterrimus) en de baardige melkzwam (Lactarius torminosus).

## Beschrijving

### Uiterlijke kenmerken
Hoed
De smakelijke melkzwam heeft een oranjerode tot bruine gewelfde hoed, die een deuk in het midden krijgt naarmate hij groter wordt. De hoed heeft aanvankelijk een omgekrulde rand. Verder is de hoed kleverig, stevig en vertoont concentrisch gekleurde zones op een bleek vleeskleurige of rossig-bruine ondergrond. De hoed kan een diameter van 3 tot 10 centimeter bereiken.
Lamellen
De lamellen zijn lichtoranje tot geel en kunnen bij aanraking of kneuzing groen verkleuren. Ze zijn aflopend en liggen dicht opeen. 
Steel
De holle steel is bleek geelbruin tot wijnkleurig en soms roze, met donkere vlekken die op sommige plaatsen groen verkleuren. 
Geur en smaak
Het vlees is roodachtig geel (tijdens de groei evolueert de kleur van wit naar oranje) en het sap heeft een zoete tot kruidige smaak.
Sporenprint
De sporenprint is lichtroze bleekgeel.

### Microscopische kenmerken
De sporen zijn elliptische  en meten 7,2–9 × 5,9–7 µm. Q-getal (quotiënt van sporenlengte en sporenbreedte) is 1,2 tot 1,4. De sporenornamentie is tot 0,5 µm hoog en bestaat uit enkele wratten en ribben die vrijwel volledig met elkaar verbonden zijn in een netwerk. De basidia zijn 40-60 µm lang en 9-11 µm breed en dragen elk 4 sterigmata. De cheilocystidia komen in twee vormen voor. Ten eerste als spil- tot priemvormige, 25-35 µm lange en 4-6 µm brede cystidia en ten tweede als cilindrische tot licht knotsvormige cystiden die twee tot vier keer gesepteerd zijn en 33-70 µm lang en 4-7 µm breed. Beide vormen zijn gering in aantal. De pleurocystidia zijn spoelvormig tot priemvormig en 45-60 µm lang en 6-8 µm breed en zeer schaars. De hoedhuid bestaat grotendeels uit parallelle, 2-6 µm brede, gegelatineerde hyfen.

## Toepassingen
De zwamvlokken produceren een mengsel van vetzuren en andere organische verbindingen, waaronder 4-chromanon, anofininezuur, 3-hydroxyacetylindool, ergosterol en cyclische dipeptiden.

## Eetbaarheid
De smakelijke melkzwam is zeer goed eetbaar. De paddenstoel wordt in talrijke keukens verwerkt in recepten, waaronder in Catalonië, de Provence, Polen en Cyprus.

## Ecologie
De smakelijke melkzwam groeit vrijwel alleen aan de voet van dennenbomen (symbiose) op een niet te zure bodem. De soort komt van juli tot oktober voor van het laagland tot in de bergen en kan plaatselijk sterk vertegenwoordigd zijn. 

## Verspreiding

Europese verspreiding

De paddenstoel wordt veelvuldig aangetroffen in de Pyreneeën. Ook in Noord-Amerika, Turkije, Chili, Australië, Noorwegen en Nieuw-Zeeland wordt de soort gevonden. In Nederland komt de smakelijke melkzwam vrij algemeen voor.